# South London Line
South London Line és una línia de ferrocarril de 13,7 km en forma de ferradura de cavall al Inner London, Londres, que va des de Victoria a London Bridge via Peckham Rye. Inner per distingir-se de Outer South London Line que circula entre London Victoria i London Bridge via Gipsy Hill.

## Futur
Transport for London ha anunciat que té plans d'unir South London Line i East London Line per formar part de London Overground. La proposta forma part de la Fase 2 del projecte d'extensió d'ELL.
La ruta seguiria l'actual línia servida per National Rail des de Queens Road Peckham a Wandsworth Road, després per un ramal a Factory Junction, passant per Battersea creant una línia orbital al voltant de Central London.